# Actio Catholica
Az Actio Catholica (magyarul Katolikus Akció, rövidítve AC) a katolikus egyház kiemelkedően fontos mozgalma volt az első világháború és a második vatikáni zsinat közötti időszakban. XI. Piusz pápa (1922–1939) buzdítására a világ számos országában létrehozták az AC-t azzal a céllal, hogy a világi híveket bevonják az egyház életébe és munkájába a hierarchia vezetése alatt. Az AC tevékenységi köre mindazt magában foglalja, amire az Egyház apostoli küldetése szól, ennyiben különbözik a társulatoktól és egyesületektől, melyek csak egy-egy konkrét területen tevékenykednek. Magyarországon a püspöki kar alapította 1932-ben, hivatalosan egészen az 1990-es rendszerváltásig fennmaradt.

## Története
Az Actio Catholica előzményei a 19. századra nyúlnak vissza:
- Svájcban a Pius Verein (alapító G. Mermillod),
- Németországban a Katholischer Verein (alapító W. Ketteler),
- Spanyolországban az Association de Catolicos,
- Angliában a Catholic Union (alapító H. E. Manning),
- Franciaországban a Ligue Catholique pour le defense de l'Eglise (alapítók J-B-H. Lacordaire és L. Hammel),
- Olaszországban a Consociatio Catholica ad defendendam Ecclesiam in Italia.

Kibontakozását Olaszországban X. Piusz pápa 1905-ös Il fermo proposito enciklikája indította el, de szervezett formájában XI. Piusz pápa 1922. december 23-án kiadott Ubi Arcano Dei Consilio kezdetű enciklikája tette teljessé. XI. Piusz szorgalmazta világszerte az Actio Catholica megalapítását. Sokat tett felvirágoztatásáért XII. Piusz pápa is. Rövid idő alatt meghonosodott az egész világon. Szervezete országonként különböző, a Szentszéknek egy kikötése van: a püspökkel való együttműködés. Központi szerve a római székhelyű Katolikus Akció Nemzetközi Fóruma (Forum Internazionale Azione Cattolica – FIAC, International Forum Catholic Action – IFCA).

## Tagság
A mozgalom tagja elvileg az összes katolikus, de XII. Piusz pápa cáfolta azt a véleményt, hogy mindenki köteles részt venni az mozgalomban, mert Isten nem adott ehhez mindenkinek személyes alkalmasságot és lehetőséget.
XXIII. János pápa szerint a személyes föltételek:
- vallási képzettség,
- eleven lelki élet,
- Isten ügyéért és az Egyházért égő buzgóság,
- és hűség a pápához.

## Magyarországi története

### 1932-1945
Magyarországon az Actio Catholica előzményének az Országos Katolikus Szövetség (mely a Magyarországi Katolikus Egyesületek Országos Szövetségéből alakult 1908. szeptember 16-án Budapesten, a VIII. Országos Katolikus Nagygyűlésen, a katolikus egyesületek, intézmények és mozgalmak kezdeményezése, fönntartása és irányítása céljából) és az egyházközségek tekinthetők. Az AC-t formálisan 1932. október 19-én alakította meg a püspöki kar.
Az Actio Catholica a Horthy-korszak második felében a magyar katolicizmusnak egyfajta mozgalmi központja volt. Nagymértékben hatott a helyi közösségek életére az egyházközségeken és az egyesületeken keresztül, ugyanakkor megszervezett számos országos jelentőségű megmozdulást, mint például a katolikus nagygyűléseket. Az Actio Catholica rendezte meg a nagy visszhangot kiváltó 34. Eucharisztikus világkongresszust is.

### 1945-48
A második világháborút követő néhány év sajátos körülményei miatt az Actio Catholica még a korábbiaknál is nagyobb jelentőségre tett szert. Különösen a külföldről érkező segélyek szétosztásában játszott nagy szerepet. Ezenkívül szülőszövetséget szervezett a katolikus iskolák védelmére. Fontos szerepet töltött be a katolikus ifjúsági egyesületek életében, és nagy befolyással rendelkezett a katolikus sajtóban mint az Új Ember laptulajdonosa. Az Actio Catholica szervezte a Boldogasszony Éve programjait 1947/48-ban.

### A kommunista diktatúra idején
1948 második felétől kezdve az Actio Catholica tevékenysége viharos gyorsasággal épült le az egyre erősödő egyházüldözés következtében. Bár a Mindszenty-per után két évig még próbálkoztak a szervezet hitbuzgalmi jellegű fenntartásán, a Grősz-per után ez a lehetőség is megszűnt, az Actio Catholicának csak a központja maradt meg a püspökkari ülések egyik előkészítő hivatalaként. Csak 1956 októbere után sikerült egy rövid időre kibújni a diktatúra szorításából, 1957-ben a külföldi segélyek jelentős része ismét az Actio Catholicán keresztül jutott el a rászorulókhoz. Az újra stabilizálódó kommunista diktatúra azonban nem akarta az AC kibontakozását. Az 1950-es évek végétől kezdve az a hivatal, amelyik a nevet továbbvitte, békepapi vezetés alá került, s ez olyan mértékben lejáratta az Actio Catholicát, hogy a rendszerváltás után a püspöki kar megszüntette.

## Jelentősebb személyiségek
- Endrey Mihály országos igazgató (1948-1958), 1958-ban internálták;
- Lénárd Ödön országos kulturális titkár (1945-1948), az 1948. júliusi AC-perben hat évre ítélték (1953-as kiszabadulása után még kétszer ítélték el: összesen csaknem 19 évet ült börtönben);
- Mihalovics Zsigmond országos igazgató (1932-1948), 1948-ban külföldre távozott és Rómában megalapította a Külföldi Magyarok Katolikus Akcióját;
- Nagy Miklós országos kulturális- és sajtótitkár (1939-1945), a Mindszenty-perben három évre ítélték.